# Gong zhu xiao mei
Gong zhu xiao mei (cinese semplificato: 公主小妹; titolo internazionale Romantic Princess), precedentemente conosciuto anche come Wo Jia Gong Zhu (cinese semplificato: 我家公主), è un Drama taiwanese andato in onda la domenica sulla CTV. Il drama presenta, tra il cast, Wu Zun e Calvin Chen dei Fahrenheit, ed Angela Zhang. La produzione è basata sullo shōjo manga Four Steps to Romance (giapponese: ろまんす五段活用; rōmaji: Romance Godan Katsuyou), di Kazuko Fujita.

## Trama
Adottata da genitori di umili origini, Xiao Mai (Angela Zhang) ha sempre sognato di essere in realtà un'ereditiera. Alla fine, il suo sogno diventa realtà. Il nonno biologico di Xiao Mai, Huang Fu Xiong (Gu Bao Ming), è a capo di una prestigiosa famiglia aristocratica. Egli ha cercato per anni la sua nipotina perduta, che era stata rapita da alcuni nemici della famiglia, e alla fine l'ha trovata.
All'inizio della sua vita da ereditiera, Xiao Mai trova che ogni giorno sia pieno di avventure eccitanti; tuttavia, tutto sembra diverso da quello che lei aveva immaginato. Nella famiglia ci sono quattro candidati a diventare capo, e solo uno diventerà il reale successore di Huang Fu Xiong. Uno di questi candidati è Nan Feng Jin. All'inizio, a Nan Feng Jin non piace Xiao Mai perché sa che se si fidanzerà con lei, non potrà mai lasciare la famiglia Huang Fu e sarà costretto a essere il successore di Emp.
Poiché Jin vuole scegliere da solo la sua strada, fa del suo meglio per ignorare la sua crescente passione per Xiao Mai, ma l'amore prevale. Inizialmente, i due vogliono nascondere la loro storia a Emp, perché temono che se la loro relazione venisse rivelata questo farà si che Jin diventi definitivamente il successore di Emp.
Poi un giorno, appare una nuova "Huang Fu Shan" che ha la stessa voglia identica voglia di Xiao Mai e la prova che lei è la vera nipote di Emp, come un anello con incisa la sua data di nascita crittografata. Xiao Mai e Gong Mo Li, la "vera" Huang Fu Shan, hanno gli stessi interessi e le stesse date di nascita. Di conseguenza, Xiao Mai viene declassata e diventa una domestica nella casa di Huangfu. In seguito scopre che tutto ciò non era che un complotto ordito da Gong Mo Li e Emp: Gong Mo Li doveva fingere di essere "Huang Fu Shan" ed innamorarsi di Jin. Ma in realtà, Gong Mo Li è innamorato di Cai ed è semplicemente un'attrice assunta da Emp per far confessare a Xiao Mai e Jin la loro relazione in modo che i due possano fidanzarsi.
Anche se i quattro cercano di affrontare Emp, lui continua a nascondersi, con l'aiuto del Maggiordomo Yi. Presto il gruppo affronta Emp riferendogli che Xiao Mai non vuole più essere la sua erede e che né Jin né Cai non vogliono essere il successore. Emp infuriato per ciò  lascia che facciano quello che vogliono: "ricominciare da zero", e li caccia di casa.
Jin, nel mondo reale, non riesce a trovare lavoro a causa dell'influenza di Emp, tuttavia riesce a trovare un lavoro come operaio in un cantiere edile. Cai e Gong Mo Li, anch'essi cacciati dalla casa di Huangfu, iniziano a vendere le loro cose al banco dei pegni ma finiscono per spendere i loro soldi in cose inutili. Alla fine, Cai e Gong Mo Li si arrendono e tornano alla residenza Huang Fu.
Nel corso del tempo Emp si ammala e deve essere operato. Ha tenuto segreta la sua malattia, cosa che solo il Maggiordomo Yi conosce. Anche se le sue condizioni stanno peggiorando, non vuole ancora andare sotto i ferri. Quando Xiao Mai viene a sapere della sua malattia, si rende conto che la testardaggine di suo nonno potrebbe portarlo alla morte. Affronta il Maggiordomo Yi e gli dice di convincere Emp ad accettare l'intervento chirurgico e che se è arrabbiato, può biasimarla.
L'operazione ha successo, ma Emp rimane incosciente dopo la procedura. Se Emp non si sveglia nei giorni successivi all'operazione, i comproprietari dell'azienda Huangfu rileveranno la sua azienda. Anche se Xiao Mai è l'erede, i comproprietari non credono che le donne, e Xiao Mai in particolare, siano in grado di gestire l'azienda. Ma Xiao Mai, che vuole dimostrare loro il contrario, fa del suo meglio e sostiene gli stessi esami precedentemente sostenuti da Jin e dagli altri 3 successori (Cai, Ying e Lin) per dimostrare il suo valore. Sfortunatamente, fallisce gli esami, nonostante abbia impressionato i compratori per il suo coraggio, ma proprio quando i comproprietari stanno per prendere il controllo dell'azienda, Emp si risveglia. Insiste sul fatto che Xiao Mai deve diventare il suo successore e, di conseguenza, Xiao Mai finisce per essere sia l'erede che il futuro successore. Jin, d'altra parte, rimane un impiegato.
Dopo l'annuncio, Xiao Mai deve andare in America per un corso di 3 anni per imparare a diventare il successore di Huang Fu Corp. Jin sta aspettando che i suoi clienti firmino il suo primo grande contratto su cui è rimasto sveglio la notte prima a lavorarci. Emp e i ragazzi di Nan Feng (a parte Jin) sono all'aeroporto e stanno salutando Xiao Mai. Mentre si avvicina il momento di partire, sembra che Jin non arriverà al terminal prima che Xiao Mai se ne vada. Tuttavia, proprio mentre Xiao Mai sta camminando verso il suo cancello d'imbarco, Jin finalmente appare e chiama il suo nome. Lei sorride e si gira verso di lui. Jin corre verso di lei e si scambiano un bacio.

## Produzione
Le riprese sono iniziate il 4 maggio 2007.

## Diffusione internazionale
- Il drama è stato trasmesso in Indonesia a partire dall'11 novembre 2007, sul canale RCTI.
- La serie è stata messa in onda per la prima volta nelle Filippine il 2 giugno 2009, prendendo il posto di Hana Kimi sulla ABS-CBN. I nomi dei personaggi sono stati occidentalizzati (es. il nome del personaggio interpretato da Angela Zhang si chiama Janna).